# Rita Montagnana
 (mars 2025).
Si vous disposez d'ouvrages ou d'articles de référence ou si vous connaissez des sites web de qualité traitant du thème abordé ici, merci de compléter l'article en donnant les références utiles à sa vérifiabilité et en les liant à la section « Notes et références ».
En pratique : Quelles sources sont attendues ? Comment ajouter mes sources ?
Rita Montagnana (née et Turin le 6 janvier 1895, décédée à Rome le 18 juillet 1979) est une femme politique italienne, parlementaire et membre du Parti communiste italien.

## Biographie
De famille juive originaire de Mondovi, couturière de profession, elle se consacre très jeune à l’activité politique, devenant une dirigeante provinciale et régionale du mouvement de la jeunesse socialiste. En 1917, elle participe aux émeutes de la faim à Turin (it), en 1919 au mouvement des conseils ouvriers et aux occupations d’usines ; en 1921, avec son frère Mario Montagnana (it) (futur directeur de L'Unità), elle participe à la fondation du Parti communiste d'Italie, section italienne de l'Internationale communiste et est déléguée au troisième congrès de l'Internationale communiste à Moscou, en Russie.
En 1922, elle fonde le journal La Compagna, organe du mouvement féminin du Parti communiste. Elle rencontra Palmiro Togliatti à la rédaction de l'Ordine nuovo - revue fondée à Turin en 1919 par la minorité communiste du Parti socialiste et dirigée par Antonio Gramsci - et elle l’épouse en 1924. L’année suivant nait leur fils unique, Aldo. Elle émigre avec son époux en France, puis en Union soviétique, mais tout en faisant en alternance de longs séjours en France et en Suisse. Elle est en Espagne entre 1936 et 1938, pendant la guerre civile espagnole. Elle revient en Italie en mai 1944 et, après la libération de Rome, à la tête de la section féminine du PCI et fonde l'Union des femmes en Italie (UDI).
Elle fut l'une des organisatrices des premières célébrations italiennes, après la guerre, de la Journée internationale de la femme. C’est à elle, à Teresa Mattei et à Teresa Noce que l’on doit le choix du mimosa comme symbole du 8 mars. 
Elle fut élue à l'Assemblée constituante dans le treizième collège (Bologne-Ferrare-Forlì-Ravenne), première des élus du PCI avec 68 722 votes, faisant par ailleurs partie des 21 premières femmes élues membres d'une assemblée parlementaire en Italie. Par la suite, elle devint sénatrice dans la première législature, élue en Émilie-Romagne dans le collège d'Imola. En 1948, Togliatti la quitte pour Nilde Iotti, vingt-cinq ans plus jeune qu'elle. 
Après 1958, elle abandonne peu à peu son activité politique, même au sein du Parti communiste italien. Elle meurt à Rome en 1979, elle est enterrée dans le cimetière paysager du Cimitero Parco à Turin.

## Œuvres
- Ricordi dell'Unione Sovietica, APE, Rome, 1944
- Che cos'è il Kolcos, Società editrice L'Unità, Rome, 1945
- La famiglia, il divorzio, l'amore nel pensiero delle donne comuniste, APE, Rome, 1945
- Contadini nell'URSS, Società editrice L'Unità, Rome, 1945
- La donna nella rinascita dell'Italia: rapporto dell'on. Rita Montagnana alla Prima conferenza nazionale dell'UDI: Roma, 6-7-8 settembre 1946, Rome, 1946
- Nidi d'infanzia e mense aziendali, Rome, 1954